# Trofeo Alfredo Binda-Comune di Cittiglio 2021
De 45e editie van de Italiaanse wielerwedstrijd Trofeo Alfredo Binda-Comune di Cittiglio werd gehouden op zondag 21 maart 2021. De start lag in Cocquio-Trevisago en de aankomst in Cittiglio, ten oosten van het Lago Maggiore in Lombardije. Het was de tweede wedstrijd van de UCI Women's World Tour 2021. De Nederlandse Marianne Vos was titelverdedigster; zij won de editie van 2019. De editie van 2020 werd geannuleerd vanwege de Coronapandemie. De editie van 2021 werd gewonnen door Elisa Longo Borghini na een lange solo; Vos werd tweede door de sprint te winnen van een achtervolgende groep.

## Deelnemende ploegen
| World Tour                         | UCI-teams                | UCI-teams                     |
| ---------------------------------- | ------------------------ | ----------------------------- |
| Alé BTC Ljubljana                  | A.R. Monex               | Jumbo-Visma                   |
| BikeExchange                       | Aromitalia Vaiano        | Parkhotel Valkenburg          |
| Canyon-SRAM                        | BePink                   | Servetto-Makhymo-Beltrami TSA |
| FDJ Nouvelle-Aquitaine Futuroscope | Born To Win-G20-Ambedo   | Team Tibco                    |
| Liv Racing                         | Ceratizit-WNT            | Top Girls Fassa Bortolo       |
| Movistar Team                      | Cogeas-Mettler           | Valcar-Cylance                |
| SD Worx                            | Isolmant-Premac-Vittoria |                               |
| Team DSM                           |                          |                               |
| Trek-Segafredo                     |                          |                               |

## Uitslag
| Plaats  | Naam                   | Ploeg                              | Tijd     |
| ------- | ---------------------- | ---------------------------------- | -------- |
| Winnaar | Elisa Longo Borghini   | Trek-Segafredo                     | 3u43'29" |
| 2       | Marianne Vos           | Jumbo-Visma                        | + 1'42"  |
| 3       | Cecilie Uttrup Ludwig  | FDJ Nouvelle-Aquitaine Futuroscope | z.t.     |
| 4       | Katarzyna Niewiadoma   | Canyon-SRAM                        | z.t.     |
| 5       | Soraya Paladin         | Liv Racing                         | z.t.     |
| 6       | Mavi García            | Alé BTC Ljubljana                  | z.t.     |
| 7       | Elisa Balsamo          | Valcar-Cylance                     | + 2'46"  |
| 8       | Sofia Bertizzolo       | Liv Racing                         | z.t.     |
| 9       | Emilia Fahlin          | FDJ Nouvelle-Aquitaine Futuroscope | z.t.     |
| 10      | Floortje Mackaij       | Team DSM                           | z.t.     |
| 11      | Jelena Erić            | Movistar Team                      | z.t.     |
| 12      | Lizzie Deignan         | Trek-Segafredo                     | z.t.     |
| 13      | Katia Ragusa           | A.R. Monex                         | z.t.     |
| 14      | Ashleigh Moolman-Pasio | Team SD Worx                       | z.t.     |
| 15      | Hannah Barnes          | Canyon-SRAM                        | z.t.     |
| 16      | Lauren Stephens        | Team Tibco                         | z.t.     |
| 17      | Debora Silvestri       | Top Girls Fassa Bortolo            | z.t.     |
| 18      | Leah Thomas            | Movistar Team                      | z.t.     |
| 19      | Erica Magnaldi         | Ceratizit-WNT                      | z.t.     |
| 20      | Elena Cecchini         | Team SD Worx                       | z.t.     |

1974 · 1975 · 1976 · 1977 · 1978 · 1979 · 1980 · 1981 · 1982 · 1983 · 1984 · 1985 · 1986 · 1987 · 1988 · 1989 · 1990 · 1991 · 1992 · 1993 · 1994 · 1995 · 1996 · 1997 · 1998 · 1999 · 2000 · 2001 · 2002 · 2003 · 2004 · 2005 · 2006 · 2007 · 2008 · 2009 · 2010 · 2011 · 2012 · 2013 · 2014 · 2015 · 2016 · 2017 · 2018 · 2019 · 2020 · 2021 · 2022 · 2023 · 2024 · 2025
Strade Bianche ·
Trofeo Alfredo Binda-Comune di Cittiglio ·
Driedaagse Brugge-De Panne ·
Gent-Wevelgem ·
Ronde van Vlaanderen ·
Amstel Gold Race ·
Waalse Pijl ·
Luik-Bastenaken-Luik ·
Ronde van Burgos ·
La Course by Le Tour de France ·
Clásica San Sebastián ·
Ronde van Noorwegen ·
Simac Ladies Tour ·
GP de Plouay-Bretagne ·
Ceratizit Challenge by La Vuelta ·
Parijs-Roubaix ·
The Women's Tour ·
Ronde van Drenthe
Afgelaste wedstrijden: Cadel Evans Great Ocean Road Race · RideLondon Classic · Postnord Vårgårda WestSweden · Ronde van Chongming · Ronde van Guangxi